# Nycteola svecicus
Nycteola svecicus is een nachtvlinder uit de familie van de visstaartjes (Nolidae). 
De wetenschappelijke naam van de soort is voor het eerst geldig gepubliceerd door Bryk in 1941.
De soort komt voor in Europa.